# Talisia furfuracea
Talisia furfuracea är en kinesträdsväxtart som beskrevs av Noel Yvri Sandwith. Talisia furfuracea ingår i släktet Talisia och familjen kinesträdsväxter. Inga underarter finns listade i Catalogue of Life.